# Der lange Tag der Rache
Der lange Tag der Rache (Originaltitel: I lunghi giorni della vendetta) ist ein Italowestern von Florestano Vancini aus dem Jahr 1966. Deutsche Erstaufführung des Films war am 21. Juli 1967. Er wurde im deutschen Sprachraum auch unter dem Titel Angel Face – Der lange Tag der Rache veröffentlicht.

## Handlung
Eine Intrige des korrupten Sheriffs Douglas bringt Ted Barnett unschuldig hinter Gitter. Er soll seinen Vater ermordet haben. Nach drei Jahren kann Barnett aus einem Strafgefangenenlager fliehen. Barnett beginnt einen blutigen Rachefeldzug gegen alle, die an der Verschwörung gegen ihn beteiligt waren. Mit Hilfe des Quacksalbers Pajarito und dessen Tochter gelangt er in die Stadt, in der es ihm gelingt, dem Zeugen Gomez ein Geständnis zu entlocken, bevor er ihn tötet. Seine Ex-Geliebte Dolly hat Sheriff Douglas geheiratet und gibt vor, Ted noch immer zu lieben; ihre Absicht ist aber seine Auslieferung, weshalb auch sie sterben muss.
Dann nimmt sich Ted, auf den mittlerweile auch ein Kopfgeld ausgesetzt ist, die Bande von Landbesitzer Cobb vor, der mit Douglas zusammenarbeitet. Sein Versuch, dies mit Hilfe der Männer um General Porfirio zu schaffen, misslingt – diese haben wirtschaftliche Interessen an einer Verbindung zu Cobbs Leuten und schlagen ihn zusammen. Er wird wieder inhaftiert, obwohl ihn Dulcie, Pajaritos Tochter, gefunden hatte.
Mittlerweile steht seine Unschuld fest; Richter Kincaid überbringt das offizielle Schreiben, das seine Hinrichtung in letzter Sekunde verhindert. Cobb akzeptiert das nicht und beginnt ein Feuergefecht, an dessen Ende er im Duell mit Ted unterliegt. Dulcie wird sich auch in Zukunft um Ted kümmern.

## Kritiken
- Cinema: „Harter, kompromissloser Stoff, hier zu Lande auch im Kino nur in geschnittener Fassung gezeigt. – Unkonventionell inszeniertes Highlight“[1]

- Ulrich P. Bruckner merkt (in „Für ein paar Leichen mehr“, München 2006) an, dass der Film eine Western-Version von Der Graf von Monte Christo darstellt, dessen männliche Charaktere „ziemlich originell“ seien und lobt das Drehbuch als „äußerst effektiv“.

- Christian Keßler sieht in ihm einen der „gelungensten und angesehensten Beispiele(n) für den politisch motivierten Italowestern“.

- Weniger begeistert war Georg Herzberg in Filmecho/Filmwoche 59–60, 1967: „Das Blutige, Das Grausame, das im Werbe-Jargon "Harte" wird zum Selbstzweck und wichtiger genommen als die Handlung. (…) Im Durcheinander einer Straßenschlacht verlieren dann der Regisseur und sein Cutter den roten Faden. Man kann nicht mehr erkennen, wer auf wessen Seite kämpft; man schießt und stirbt und schießt.“

- Dagegen Film: „Vancini stürzt sich zwar spürbar befreit und begeistert auf die "Action", das Extravertierte des Western, macht aber die plumpe Hack-Schnitt-Technik seiner Kollegen nicht mit, sondern schafft Spannung in langen, auch farblich sehr bewußt gestalteten Kamerabewegungen.“[2]

- Überwiegend positiv fällt auch das Urteil des Evangelischen Filmbeobachters aus: Harter Western [...], dessen ausgezeichnete Regie- und Kameraleistung Anerkennung abnötigt. Das mit der Selbstverteidigung vermischte Motiv der Privatrache zwingt jedoch zu Vorbehalten.[3]

## Hintergrund
Der Film lief in deutschen Kinos nur in einer um fast 20 Minuten geschnittenen Version. Auf DVD ist der Film in seiner vollständigen Fassung erschienen.